# Classe Gowind
La classe Gowind è una famiglia di navi militari sviluppata dalla DCNS, si tratta di corvette destinate svolgere diverse missioni navali, come le operazioni di sicurezza marittima, la gestione di crisi e il combattimento, in particolare in ambiente costiero, la sorveglianza e la sovranità in mare, la lotta contro la pirateria e lotta antisommergibile.

## Storia

### Programma Gowind
Inizialmente, nel 2006, col nome Gowind la DCNS intendeva produrre delle corvette, da 1.000 a 2.000 tonnellate di dislocamento e ben armate, quasi delle piccole fregate.
In seguito, nel 2009, la DCNS, rivide l'idea di realizzare queste corvette complesse per realizzare dei più semplici pattugliatori d'altura (OPV).
Quindi, all'epoca, la linea di navi Gowind comprendeva:
- Gowind Control – un OPV di base per la sorveglianza marittima della ZEE;
- Gowind Presence – un OPV più grande per la sorveglianza marittima della ZEE e con capacità oceanica;
- Gowind Action – una nave grande come la precedente ma armata anche con missili antiaerei e antinave;
- Gowind Combat – una corvetta da 2.000 tonnellate, armata con missili antiaerei e antinave, e siluri ASW.

La DCNS realizzò quindi con fondi propri l'OPV 90 L'Adroit (P 725), che doveva essere il modello di base della gamma Gowind.
La gamma Gowind intendeva rappresentare la proposta di DCNS per la sostituzione degli avvisi della classe d'Estienne d'Orves e dei pattugliatori della classe P400, nel contesto del programma BATSIMAR.
In seguito la DCNS decise di non utilizzare il nome Gowind per la gamma di pattugliatori OPV, che doveva avere come modello di base l'OPV 90 L'Adroit, ma di usarlo per delle corvette.
La gamma Gowind comprende quindi 2 corvette da 102 a 75 metri e con un dislocamento rispettivamente di 2.500 e 1.300 tonnellate.
La DCNS, per sviluppare la linea dei pattugliatori OPV, creò nel 2013 con la società Piriou la joint venture Kership.
La Kership sviluppò quindi una linea di pattugliatori d'altura (Offshore Patrol Vessels – OPV) da 87 a 45 metri, il cui modello di punta rimane L'Adroit.
I pattugliatori OPV sono declinati in diverse versioni e variano tra 87 e 45 metri e hanno dislocamento variabile tra 1.500 e 270 tonnellate.
In seguito, dal 2014, Kership vi aggiunse anche una linea di pattugliatori costieri (Coastal Patrol Vessels – CPV) da 32 a 19 metri.
Le corvette Gowind sono commercializzate da DCNS, mentre i pattugliatori OPV e CPV sono commercializzati da Kership, una joint venture tra DCNS (45%) e Piriou (55%).

### Missioni
Fino al settembre 2017, l'unica unità operativa era l'OPV L'Adroit, messa a disposizione alla Marine nationale dal 21 ottobre 2011; l'unità costruita su fondi propri dalla DCNS è stata data in affitto alla Marine nationale inizialmente per una durata di 3 anni (fino a settembre 2014), il contratto è stato poi prolungato annualmente fino all'estate 2018. Durante questi anni ha svolto numerose missioni, operazioni ed esercitazioni, in particolare:
- la Missione Atalanta nel 2015[4];
- la Missione Corymbe 129 nel 2015[5].
- l'integrazione dello Standing NATO Maritime Group 1 nel 2016[6].

Il 23 settembre 2017 è salpata dal porto di Lorient la nave El Fateh (971) di tipo Gowind 2500 della Marina militare egiziana, consegnata dopo 36 mesi dall'ordine e diretta al suo porto base in Egitto; la nave integra nella sua suite di sensori il sistema "SETIS", la più recente generazione di sistemi di controllo e combattimento sviluppata da Naval Group, ed il modulo di sensoristica Panoramic Sensors and Intelligence Module (PSIM) che si integra nei sistemi C*I della nave.

## Descrizione

### Famiglia Gowind
La corvetta multiruolo Gowind 2500 è realizzata per operazioni di sorveglianza, di combattimento sopra e sotto il mare (AAW, ASW e ASuW), di protezione e di scorta; e per svolgere delle missioni di sovranità, di sorveglianza marittima e di polizia contro i traffici illegali e la pirateria.
La corvetta Gowind 1000 è la nave più piccola proposta dalla DCNS. Fortemente armata e rapida, è destinata a missioni navali di protezione, di scorta e di embargo in ambiente litoraneo; e per svolgere delle missioni di sovranità, di sorveglianza, di ricognizione e di polizia.
Una differenza importante tra la Gowind 2500 e la Gowind 1000, oltre naturalmente alle dimensioni, è che la prima può essere dotata di siluri MU-90 per la lotta antisommergibile (ASW); viceversa entrambe possono essere dotate del medesimo armamento antiaereo (AAW) e antinave (ASuW).
I pattugliatori d'altura OPV sono destinati a missioni di servizio pubblico (Search and Rescue), missioni di polizia (come la sorveglianza e la sovranità in mare, la lotta contro la pirateria e i traffici illegali) e missioni di controllo marittimo (ricognizione).
I pattugliatori costieri CPV sono destinati a missioni di servizio pubblico, missioni di polizia (come la sorveglianza e la sovranità in mare, la lotta contro la pirateria e i traffici illegali).
Seguendo lo schema della "Postura permanente di salvaguardia marittima" (PPSM) (Défense maritime du territoire (DMT) e Action de l'État en mer (AEM)):
- le corvette Gowind sarebbero destinate ad operare in alto mare, nella ZEE e nelle acque internazionali;
- i pattugliatori OPV sarebbero destinati ad operare nella ZEE e nelle acque internazionali della piattaforma continentale;
- i pattugliatori CPV sarebbero destinati ad operare nelle acque territoriali e nella zona contigua (fino a 24 miglia nautiche (44 km) dalla costa).

### Caratteristiche
|                       | SGPV | Gowind 2500 | Gowind 1000 |
| --------------------- | --- | --- | --- |
| Lunghezza fuori tutto | 111 m | 102 m | 75 m |
| Larghezza             | 16 m | 16 m | 14 m |
| Pescaggio massimo     | 3,85 m | 5,4 m | |
| Dislocamento          | 3 100 t (3 051 long ton; 3 417 short ton) | 2 500 t (2 461 long ton; 2 756 short ton) | 1 300 t (1 279 long ton; 1 433 short ton) |
| Propulsione           | CODAD | Combined diesel and electric | CODAD |
| Velocità massima      | 28 kn (52 km/h) | 25 kn (46 km/h) | 30 kn (56 km/h) |
| Autonomia             | 5.000 mn a 15 nodi | 3.700 mn a 15 nodi | 3.000 mn a 12 nodi |
| Equipaggio            | 138 uomini | 65 persone (+ 15 passeggeri) | 56 persone |
| Elettronica           | CMS DCNS "SETIS" comunicazioni Thales "Surfsat-S" banda X radar di ricerca Thales "Smart-S Mk2" radar di sorveglianza elettronica (R-ESM) Thales "Vigile 100" Fire Control Radar Rheinmetall "TMEO Mk2" decoy Wallop/Esterline "SuperBarricade" sonar rimorchiato ASW Thales "Captas-2" | CMS DCNS "SETIS" radar di ricerca Thales "Smart-S Mk2" sonar ASW Thales "Kingklip" sonar rimorchiato ASW Thales "Captas-2" radar di sorveglianza elettronica (C-ESM) Thales "Altesse" radar di sorveglianza elettronica (R-ESM) Thales "Vigile 200" lancia flares anti-missile Lacroix Defense & Security "Sylena Mk2" | |
| Armamento             | VLS a 16 celle (MICA VL) 1 cannone Bofors da 57 mm 8 missili anti-nave (NSM) 2 cannoni a corto raggio DS30M Mark 2 da 30 mm 2×3 di lancio di siluri | VLS a 16 celle (MICA VL) 1 cannone (da 57 mm o 76 mm) 8 missili superficie-superficie (Exocet) 2 cannoni a corto raggio (20 mm) NARWHAL 2×3 di lancio di siluri (MU-90) | VLS a 8 celle (MICA VL) o SHORAD 1 cannone (da 57 mm o 76 mm) 8 missili superficie-superficie (Exocet) 2 cannoni a corto raggio (20 mm) NARWHAL |

## Unità

### Ordini
La Voennomorski sili na Bălgarija, della Bulgaria, aveva fatto un ordine nel 2007 per 4 corvette Gowind 200, prima cancellato e ridotto a 2 nel 2008, l'ordine è stato finalmente cancellato nel 2009. La Gowind 200 o Gowind Combat (per differenziarla dalla Gowind OPV, pattugliatore) era il nome con cui era chiamata quella che in seguito è stata rinominata Gowind 2500.
Le Gowind per la Malaysia, ordinate nel 2012, sono leggermente più grandi delle Gowind 2500 (111 metri di lunghezza fuori tutto e 3.100 tonnellate di dislocamento). Col nome di classe Maharaja Lela – in precedenza conosciute anche come Second Generation Patrol Vessel (SGPV) o Littoral combat ship (LCS) – esse sono basate sul design delle Gowind 2500 e sono realizzate in 6 esemplari dalla Boustead Heavy Industries/Boustead Naval Shipyard a Lumut in Malaysia.
Nel luglio 2014, l'Egitto ordina 4 Gowind 2500, la prima unità è costruita da DCNS a Lorient e le altre 3 da Alexandria Shipyard ad Alessandria d'Egitto.
Nell'ottobre 2014, il Gabon ordina 1 OPV 50; al gennaio 2016 il contratto non è ancora entrato in vigore.
Nel maggio 2016, la Gowind 1500 – OPV 90 – era proposta nella competizione per il Programa OPV dell'Armada Nacional dell'Uruguay, il contratto portava su 3 navi, tra cui L'Adroit (P 725); già nel 2013 vi era stato un tentativo simile, tuttavia è arrivata seconda, il contratto è stato vinto da Lürssen con il modello OPV 80.
La DCNS ha proposto la Gowind 1500 – OPV 90 – all'Armada de la República Argentina, il programma consisterebbe in 4 navi, 2 saranno prodotte a Lorient e 2 da Tandanor a Buenos Aires.
L'8 marzo 2017 la DCNS ha aperto un ufficio di rappresentanza a Bogotà in Colombia, l'obiettivo è quello di vendere la corvetta Gowind 2500 all'Armada de la República de Colombia.
Nell'ottobre 2018, la classe Gowind è tra i quattro candidati nella shortlist per le future corvette brasiliane.

### Utilizzatori
| Tipo                                                | Nome                                                | Impostazione                                        | Varo                                                | EIS                                                 |
| Tentera Laut Diraja Malaysia – classe Maharaja Lela | Tentera Laut Diraja Malaysia – classe Maharaja Lela | Tentera Laut Diraja Malaysia – classe Maharaja Lela | Tentera Laut Diraja Malaysia – classe Maharaja Lela | Tentera Laut Diraja Malaysia – classe Maharaja Lela |
| --------------------------------------------------- | --------------------------------------------------- | --------------------------------------------------- | --------------------------------------------------- | --------------------------------------------------- |
| Gowind SGPV                                         | Maharaja Lela (2501)                                | 8 marzo 2016                                        | 24 agosto 2017                                      | (2019)                                              |
| Gowind SGPV                                         | Syarif Masahor (2502)                               | 28 febbraio 2017                                    |                                                     |                                                     |
| Gowind SGPV                                         | Raja Mahadi (2503)                                  | 18 dicembre 2017                                    |                                                     |                                                     |
| Gowind SGPV                                         | Mat Salleh (2504)                                   | 31 ottobre 2018                                     |                                                     |                                                     |
| Gowind SGPV                                         | SGPV (5)                                            |                                                     |                                                     |                                                     |
| Gowind SGPV                                         | SGPV (6)                                            |                                                     |                                                     |                                                     |
| Al-Quwwāt al-Baḥriyya al-Miṣriyya                   |                                                     |                                                     |                                                     |                                                     |
| Gowind 2500                                         | El Fateh (971)                                      | 30 settembre 2015                                   | 17 settembre 2016                                   | settembre 2017                                      |
| Gowind 2500                                         | Port Said (976)                                     | 2016                                                | 6 settembre 2018                                    |                                                     |
| Gowind 2500                                         | Gowind 2500 (3)                                     | luglio 2018                                         |                                                     |                                                     |
| Gowind 2500                                         | Gowind 2500 (4)                                     |                                                     |                                                     |                                                     |